# Костёл Святой Анны (Гибы)
Костёл Святой Анны (пол. Kościół św. Anny w Gibach) — католическая церковь в деревне Гибы. Храм был снован как старообрядческая моленная в деревне Погорелец. Моленная просуществовала до 1941 года. С 1980 года храм принадлежит католикам и охраняется государством. В 1982 году храм был перевезен в деревню Гибы.